# Meneko
Pour plus de détails, voir Fiche technique et Distribution.
Meneko (Female Cats) (女猫) est un film japonais de 1983 réalisé par Shingo Yamashiro (en).

## Synopsis
La doctoresse Mineko (Ai Saotome) a été séduite par le passé par une lesbienne, Sachiko (Kôichi Iwaki (en)).
Mineko commence à sortir avec un collègue (Hiroshi Nawa) et accepte une invitation à une fête. 
Sachiko enrage de jalousie et commence à tourmenter Mineko et son petit ami.[réf. souhaitée]

## Fiche technique
- Titre original : Meneko
- Titre International : Female Cats / She Cats
- Réalisation : Shingo Yamashiro (en)
- Scénario : Chiho Katsura, Makoto Naitô
- Producteur :
- Société de production : Nikkatsu
- Pays d'origine :  Japon
- Langue originale : japonais
- Genre : Drame érotique
- Durée : 86 minutes (1 h 26)
- Dates de sortie :  Japon : 23 décembre 1983

## Distribution
- Ai Saotome : Mineko Kagami
- Kôichi Iwaki (en) : Sachiko (Shirley)
- Hiroshi Nawa : Taro Irijika
- Koji Mizukami : Mamoru Irijika
- Kotomi Aoki : Akane Minagawa
- Shôki Fukae : Obayashi
- Sachiko Itô : Kotoe Hiratsuka
- Ryûji Katagiri : Abe
- Hiromichi Nakahara : Movie idol
- Mariko Nishina : Hiromi
- Yoshi'e Ohtsuka : Eiko / Akiko Kanzaki (créditée comme Yoshie Ohtsuka)
- Keiichi Sato : Mikami
- Madoka Sawa : Julie
- Mitsuo Senda : Joji
- Akira Takahashi : Keiji